# 小行星1818
小行星1818（1818 Brahms）是一颗绕太阳运转的小行星，为主小行星带小行星。该小行星于1939年8月15日发现。
該小行星以德國作曲家約翰尼斯·布拉姆斯命名。

## 轨道参数
小行星1818的轨道半长轴为2.1642365 UA，离心率为0.178。